# Louis Marchand (musicien)
Pour les articles homonymes, voir Louis Marchand et Marchand.
Louis Marchand, né le 2 février 1669 à Lyon, mort le 17 février 1732 à Paris, est un compositeur, organiste et claveciniste français de la période baroque.
La célèbre gravure posthume de Marchand par Robert et Ch. Dupuis mentionne qu'il est âgé de 61 ans au moment de sa mort, ce qui le ferait naître en 1671, et non en 1669 comme il est communément admis.
De son temps, Louis Marchand est considéré en France comme le seul rival de François Couperin à l'orgue et au clavecin.

## Vie
Louis Marchand est issu d'une famille d'organistes. Très précoce, il est titulaire de l'orgue de la cathédrale de Nevers à 15 ans. Une dizaine d'années plus tard, ayant quitté Nevers, il est titulaire de celle d'Auxerre, poste qu'il occupe quatre ou cinq ans avant de s'établir à Paris en 1689. À l'âge de 22 ans il épouse Marie-Angélique Denis (de la famille des Denis, célèbres facteurs de clavecins) dont il aura trois enfants.
Il est très ambitieux et aussi de caractère impossible, brutal, ce qui lui vaut de nombreux démêlés avec son épouse et ses collègues musiciens : il n'hésite pas à s'attribuer les compositions de ceux-ci, par exemple les Bergeries de Couperin, voire à les déloger de leurs tribunes d'orgue. Bientôt installé à Paris, son talent et ses intrigues lui permettent d'être titulaire de l'orgue de plusieurs églises, notamment Saint Benoît et le couvent des Cordeliers, et de succéder en 1708 à Guillaume-Gabriel Nivers dans l'une des charges d'organiste de la Chapelle Royale.
Son mauvais caractère lui vaut sans doute de devoir quitter cette fonction en 1713. Selon la rumeur, en fait, il se serait senti tellement accaparé par son ex-femme, qui lui réclamait en permanence la moitié de ses gains, qu'un jour de 1713, devant honorer la messe à la Chapelle royale de Versailles, il aurait quitté la tribune (en présence du Roi) en plein milieu de l'office, prétextant que si on ne l'acquittait plus que de la moitié de son salaire, il ne se voyait guère obligé de s'acquitter de plus de la moitié de l'office. À une remarque de Louis XIV sur ses mains, qu'il avait trouvée désobligeante, Louis Marchand avait rétorqué par une autre … sur les oreilles du monarque. Incidents à la suite desquels on lui aurait gentiment conseillé de s'exiler, afin d'éviter des peines plus sévères – Louis XIV lui ayant nonobstant toujours conservé une grande affection. Il entreprend alors — contraint et forcé — un voyage en Europe, notamment en Allemagne, où sa virtuosité lui vaut un succès considérable auprès des grands et la jalousie de ses confrères musiciens qui n'apprécient ni son talent, ni son caractère.
C'est à Dresde en 1717 qu'il se serait dérobé à une joute musicale prévue avec Johann Sebastian Bach en quittant la ville de bon matin. Cet épisode est rapporté avec imprécision et selon différentes versions dont deux sont tardives : CPE Bach était très jeune et Marpurg pas encore né en 1717. Aucun contemporain ne relate cette rencontre hypothétique mais qui eût pu se produire, ce genre de joutes musicales étant fort prisé : Marchand aurait pu vouloir éviter la confrontation avec Bach, qu'il ne connaissait pas auparavant et dont il aurait reconnu les talents impressionnants de virtuose et d'improvisateur. Cette soi-disant rencontre, complaisamment rapportée de siècle en siècle, relève plus de l'hagiographie de Bach que de la réalité ; on peut y voir paradoxalement un hommage à Louis Marchand.
Il revient ensuite en France pour y terminer une carrière plus discrète et rangée d'organiste et de professeur. Parmi ses élèves attestés ou supposés figurent Pierre Du Mage, Jean-Adam Guilain et Louis-Claude Daquin.

## Œuvres
Les quelques œuvres de Marchand qui sont passées à la postérité suffisent à confirmer son talent, la hauteur de son inspiration et le raffinement de son harmonie.

### Orgue
Quelques dizaines de pièces d'orgue, rassemblées de façon disparate. Alexandre Guilmant, dans son édition pour les Archives des maîtres de l'orgue de 1901 divise ces pièces en cinq volumes. Le Livre Premier rassemble 12 pièces et fut publié par la fille de Marchand, l'année de sa mort, chez la veuve Boyvin à Paris (v. 1732).
Toutes ces pièces sont du plus grand intérêt, quoique sans allusion à un thème de plain-chant quelconque (à l'exception de deux allusions fugitives dans son Te Deum), à la différence des œuvres de François Couperin ou Nicolas de Grigny.
Les autres pièces, dont un Te Deum, sont restées manuscrites et sont conservées à la bibliothèque municipale de Versailles.
Quelques-unes de ses compositions sont considérées comme des chefs-d'œuvre, notamment le Grand Dialogue du 5e ton (Livre III) et un Fonds d'orgue en mi mineur (Livre II) à l'harmonie dissonante et mystérieuse. On peut aussi citer le Plein-Jeu du 1er livre, comprenant deux voix indépendantes au pédalier.

### Clavecin
- Pièces de clavecin composées par Monsieur Marchand, recueil paru chez l'auteur en 1699, dédié au Roy (Louis XIV). Cette suite de 9 pièces en ré mineur est rééditée chez Ballard à Paris en 1702 avec la mention Livre Premier en même temps qu'un Livre Second en sol mineur, chaque recueil contenant une suite pour clavecin.
- Un livre de pièces pour le clavecin, manuscrit de la fin du XVIIIe siècle) découvert en 2003, contient des pièces de divers auteurs (Renard, Daquin, J.-B. Forqueray) et 12 pièces en ut mineur / 2 en ut majeur, composées vers 1715 de Louis Marchand.

## Discographie sélective
- Pièces de clavecin - Blandine Verlet (clavecin Pierre Donzelague, 1716) - Astrée-Auvidis (1990)
- L'œuvre pour orgue - Jean-Baptiste Robin (orgue F. H. Clicquot de la cathédrale de Poitiers), Triton (2001)
- Les deux Livres de clavecin et le Livre d'orgue - Anne Chapelin-Dubar (clavecin Marc Fontaine, orgue de Carentan) VMS, distribué par Abeille-musique (1977).
- Intégrale de l'œuvre d'orgue, par Marina Tchebourkina (orgue Boisseau & Cattiaux de la chapelle royale du château de Versailles), 2 CD Natives (2005)
- Pièces d'orgue : La Messe ; Te Deum ; Hymne « Iste confessor » ; Magnificat pour la Nativité de Saint Jean-Baptiste … Plain-chant baroque alterné – Bernard Coudurier (orgue historique du Couvent Royal de Saint-Maximin) - Jean-Paul Fouchécourt (ténor) -  Ensemble Alternatim (direction Jean-Yves Haymoz). Double CD (1995) SCAM/BNL BNL112851 distribué par Codaex.
- Premier Livre d'Orgue (5 extraits). Yves-G. Préfontaine. 1753. Œuvres du Livre d'Orgue de Montréal, Lebègue, Nivers, Marchand et Danglebert. Orgue Juget-Sinclair op. 35 de la Chapelle du Musée de l'Amérique francophone, Québec. ATMA Classique ACD2 2717 (2016).
- Livre de pièces de clavecin, 1754 - Mario Martinoli (clavecin) - OLIVE MUSIC - OM 008[3] (2006)

## Écouter une œuvre
Basse de trompette : pièce pour orgue en ré mineur, jouée sur un orgue numérique.
Registration :
- Basse : trompette (Grand Orgue)
- Soprano : voix humaine (récit)
- Accompagnement : Bourdon, Prestant, Nasard, Doublette (Positif)

## Sur YouTube
- Basse de trompette (Livre I), Jean-Luc Perrot, orgue François-Henri Clicquot de Souvigny.
- Tierce en taille (Livre I), Jean-Baptiste Robin, orgue Robert Clicquot de Versailles\.
- Plein Jeu (Livre I), Jean-Baptiste Robin, orgue Robert Clicquot de Versailles\.
- Grand dialogue en Ut (Livre III), Pierre Bardon, à l'orgue Isnard de la Basilique Saint-Maximin la Sainte Baume.
- Fond d'orgue du Livre Premier, par B. Milanese, à l'orgue de Cintegabelle.
- Extraits du Livre Premier par Gillian Weir à l'orgue de St-Maximin, Thionville.
- Basse de trompette (Livre I), Jean-Baptiste Robin, orgue Guillaume Robustelly de Helmond.

#### Bases de données et dictionnaires
- Ressources relatives à la musique :   - International Music Score Library Project
  - AllMusic
  - Discogs
  - Grove Music Online
  - MusicBrainz
  - Muziekweb
  - Répertoire international des sources musicales
- Ressource relative à la recherche :   - Isidore
- Notices dans des dictionnaires ou encyclopédies généralistes :   - Britannica
  - Brockhaus
  - Den Store Danske Encyklopædi
  - Deutsche Biographie
  - Enciclopedia italiana
  - Hrvatska Enciklopedija
  - Treccani
  - Universalis
- Notices d'autorité :   - VIAF
  - ISNI
  - BnF (données)
  - IdRef
  - LCCN
  - GND
  - Italie
  - CiNii
  - Espagne
  - Pays-Bas
  - Pologne
  - Israël
  - NUKAT
  - Tchéquie
  - Lettonie
  - WorldCat

### Partitions gratuites
- Gallica Quelques partitions en fac-similés.
- « Louis Marchand » (partitions libres de droits), sur l'IMSLP